# (7434) Osaka
(7434) Osaka ist ein Asteroid des inneren Hauptgürtels, einem Asteroidenfeld zwischen Mars und Jupiter. Der Asteroid wurde am 14. Januar 1994 vom japanischen Amateurastronomen Takao Kobayashi am Oizumi-Observatorium (IAU-Code 411) entdeckt. Das Oizumi-Observatorium befindet sich in Ōizumi in der Präfektur Gunma. Sichtungen des Asteroiden hatte es vorher schon am 24. Juli 1992 unter der vorläufigen Bezeichnung 1992 OC9 am La-Silla-Observatorium in Chile gegeben.
Der mittlere Durchmesser des Asteroiden wurde mit 4,688 km (± 1,277) berechnet. Mit einer Albedo von 0,290 (± 0,152) hat er eine eher helle Oberfläche.
(7434) Osaka wurde am 21. September 2002 nach der japanischen Stadt Osaka benannt.